# Menhir von La Coudre
Der Menhir von La Coudre (auch Menhir von Langourla) steht westlich von Langourla, im Département Côtes-d’Armor in der Bretagne in Frankreich.
Der Menhir aus Granit hatte eine Höhe von 4,8 m, er neigt sich stark zur Seite. Der Grund dafür sind Raubgrabungen an seinem Fuß.
In der Nähe liegt ein zerbrochener Menhir am Boden.